# Романия (горный массив)
Романия (серб. Романија, Romanija) — географический регион на востоке Республики Сербской, в Боснии и Герцеговине. Простирается на юго-запад от Соколаца, на северо-восток от Пале и к востоку от Источно-Сараево. Наивысшая точка над уровнем моря составляет 1652 м (г. Велики Лупоглав).
Возле Пала расположена достопримечательность Новакова пещера, где скрывался национальный герой Старина Новак.
Романия входит в состав региона Сараево-Романия и охватывает Источно-Сараево и горную Романию.
Главные города: Пале, Соколац и Хан-Песак.

## История
В древности являлась областью гласинацкой культуры, где проживали иллирийцы, в частности племена автариатов.
В VII веке племена славян стали заселять регион, который назвали «земля римлян», Романия.
В 1906 году в горном массиве Романии был открыт крупнейший пещерный комплекс Боснии и Герцеговины Говьештица.